# Shaïda Zarumey
Shaïda Zarumey, de son vrai nom Fatouma Agnès Diaroumèye, est une sociologue et une femme de lettres nigérienne. Elle est l'une des premières à publier un recueil de poèmes en langue française au Niger.

## Biographie
Née à Bamako en 1938 d’un père nigérien et d’une mère malienne, Fatouma Agnès Diaroumèye passe les dix premières années de sa vie au Niger, où elle effectue ses études primaires. Elle poursuit ses études secondaires au Mali et ses études supérieures à Paris, où elle obtient un doctorat en 1970.
Socio-économiste de formation, elle commence son parcours professionnel à Dakar, où elle enseigne de 1970 à 1975 à l’Institut africain de développement économique et de planification (IDEP). Elle devient ensuite fonctionnaire internationale, se consacrant à la promotion des femmes. Elle est amenée à voyager, notamment à travers l’Afrique, mais aussi en Europe, en Amérique, en Asie et en Orient ,. Elle est un moment secrétaire générale de l’ONG Maillon africain pour la paix et le développement (MAPADEV) et Coordinatrice du réseau des femmes pour la paix (RE‐FEPA) .
En 1981, elle publie le recueil Alternances pour le sultan sous le nom de plume de Shaïda Zarumey. , Dans ce recueil de poèmes, elle évoque l’intime, les étreintes, les corps enlacés et les rituels de séduction féminine et n’hésite pas à comparer les ceintures de perles portées aux hanches par les femmes à un chapelet musulman pour l’amant qui égrène ainsi les « sourates de l’amour »,, transgressant ainsi une certaine réserve souvent de mise pour les femmes nigériennes, à la différence des pays de tradition mandé où les femmes griotes disposent davantage de liberté d’expression.